# Песчанка (Бородулихинский район)
Песчанка (каз. Песчанка) — село в Бородулихинском районе Абайской области Казахстана. Административный центр Ленинского сельского округа. Находится примерно в 50 км к юго-востоку от районного центра, села Бородулиха. Код КАТО — 633855100.

## Население
В 1999 году население села составляло 1244 человека (613 мужчин и 631 женщина). По данным переписи 2009 года, в селе проживало 878 человек (422 мужчины и 456 женщин).